# Det Litauiske Råd
Det Litauiske Råd (litauisk: Lietuvos Taryba) var Litauens statslige råd. Rådet blev nedsat ved Vilniuskonferencen, der fandt sted 18.-23. september 1917. Rådet havde til formål at grundlægge en selvstændig litauisk stat. Den 16. februar 1918 underskrev medlemmerne Litauens uafhængighedserklæring. Rådet var aktivt frem til den 15. maj 1920, hvor parlamentet Seimas trådte sammen.